# Třída Bustamante
Třída Bustamante byla lodní třída torpédoborců španělského námořnictva. Celkem byly postaveny tři jednotky této třídy. Španělské námořnictvo je provozovalo v letech 1914–1931.

## Stavba
Celkem byly postaveny tři jednotky této třídy. Jejich stavbu zajistila španělská loděnice Sociedad Española de Construcción Naval (SECN) v Cartageně podle návrhu britské loděnice Vickers. Do služby byly přijaty v letech 1914–1917.
Jednotky třídy Bustamante:
| Jméno                     | Loděnice | Založení kýlu | Spuštěn           | Vstup do služby | Osud          |
| ------------------------- | -------- | ------------- | ----------------- | --------------- | ------------- |
| Bustamante (B)            | SECN     | 1911          | 3. ledna 1913     | březen 1914     | Vyřazen 1930. |
| Villaamil (V)             | SECN     | 1912          | 10. prosince 1913 | srpen 1916      | Vyřazen 1931. |
| Cadarso (ex Requesens, C) | SECN     | 1913          | 18. prosince 1914 | srpen 1917      | Vyřazen 1930. |

## Konstrukce
Torpédoborce měly dvoukomínovou siluetu. Hlavní výzbroj představovalo pět 57mm/50 kanónů Vickers a dva dvojité 450mm torpédomety. Pohonný systém tvořily tři kotle Yarrow a tři parní turbíny o výkonu 6250 hp, roztáčející tři lodní šrouby. Neseno bylo 80 tun uhlí. Nejvyšší rychlost dosahovala 28 uzlů. Dosah byl 900 námořních mil při rychlosti 15 uzlů.

### Modifikace
Ve 20. letech byly torpédoborce vybaveny pro nesení min.